# Кузьминский, Борис Николаевич
Бори́с Никола́евич Кузьми́нский (род. 28 ноября 1964, Москва, СССР) — российский литературный критик и переводчик.

## Биография
Окончил филологический факультет Московского государственного университета. Работал обозревателем «Литературной газеты» (1989—1991), заведующим отделом культуры «Независимой газеты» (1991—1992), заведующим отделом искусства газеты «Сегодня» (1993—1996). С 1997 по 1998 год — обозреватель газеты «Коммерсантъ-Daily», в 1999 году — обозреватель журнала «Табурет», до 2001 года — заведующий отделом культуры «Русского журнала», с 2001 года — заведующий редакцией художественной литературы издательства «ОЛМА-Пресс». Член Академии русской современной словесности. Живёт в Москве.
Публикуется с 1987 года. Перевёл с английского роман Джона Фаулза «Волхв» (1993), роман Малколма Брэдбери «Профессор Криминале» (совместно с Григорием Чхартишвили и Натальей Ставровской, 1995), фармацевтический романс Ирвина Уэлша «Судьба всегда в бегах» (1998). Выступает в печати как литературный критик (в том числе под литературной маской Аделаида Метёлкина).
Лауреат премии журнала «Иностранная литература» (1993—2001).